# Latécoère 300
Die Latécoère 300 war ein französisches Flugboot, das 1931 seinen Erstflug absolvierte. Es war der Prototyp einer Serie von je drei zivilen Laté 301-Postflugzeugen und militärischen Laté 302-Fernaufklärern, die 1935 und 1936 als Weiterentwicklung des Prototyps gebaut wurden.
Der Prototyp Latécoère 300 F-AKGF Croix du Sud wurde seit 1934 im Postdienst über dem Südatlantik eingesetzt. Am 7. Dezember 1936 ging die Maschine unter dem berühmten französischen Flieger Jean Mermoz auf ihrem 25. Flug über dem Südatlantik mit der gesamten Besatzung verloren. Zuvor war schon die Latécoère 301.01 Ville de Buenos Aires am 10. Januar 1936 auf ihrem zweiten Rückflug nach Dakar auch spurlos verloren gegangen.

## Entwicklungs- und Baugeschichte
Die Maschine wurde von Latécoère für die bis 1927 zum Konzern gehörige Fluggesellschaft „Compagnie générale aéropostale“ (meist l’Aéropostale genannt) entwickelt. Als Lignes Latécoère betrieb diese Gesellschaft seit 1920 eine Fluglinie nach Marokko, die ab 1925 auch planmäßig bis zum Senegal führte und vor allem dem Posttransport diente. Ab Ende 1927 wurde auch ein Luftpostnetz in Südamerika aufgebaut, das anfangs entlang der brasilianischen Küste nach Argentinien führte. Die Verbindung des europäisch-afrikanischen Netzes mit der Südamerikalinie wurde allerdings seit März 1928 mit eigenen Schiffen zwischen Dakar und Natal (Brasilien) durchgeführt. Bis Ende 1930 steigerte sich der Postverkehr erheblich, zumal die Aéropostale mit ihren amerikanischen Linien inzwischen auch Chile, Bolivien und Peru sowie Venezuela erreichte.
Zur Beschleunigung des Postverkehrs wollte die Aéropostale auch die Atlantikquerung mit Flugzeugen durchführen und französische Hersteller entwickelten sowohl Flugboote wie Landflugzeuge für diese Aufgabe. Den ersten Transatlantikflug der Gesellschaft machte allerdings eine speziell hergerichtete Schwimmerversion des modernsten Standardflugzeuges der Gesellschaft, der einmotorigen Latécoère 28. Zwar gelang am 12. Mai 1930 unter Jean Mermoz der Flug nach Brasilien, der Rückflug gelang aber erst am 9. Juli beim 53. Startversuch seit dem 8. Juni, da die Maschine bei der notwendigen Treibstofflast nicht vom Wasser abhob. Die Maschine erreichte nicht den afrikanischen Kontinent und musste 450 Seemeilen vor Dakar auf dem Atlantik landen, wobei ein Schwimmer abbrach. Die Phocée, eines der zur Sicherung eingesetzten Boote, konnte Besatzung und Post übernehmen, die Maschine ging jedoch verloren.
Von den auf eine Ausschreibung des französischen Luftfahrtministeriums entwickelten Postflugzeugen für die Strecke von Afrika nach Brasilien entwickelten Flugbooten, machte die Latécoère 300 als erste ihren Erstflug mit dem Kennzeichen F-AKCU am 17. Dezember 1931 unter den Werkspiloten Jean Gonord und Vergès, der allerdings in einem Unfall endete, bei dem die Maschine sich überschlug und Vergès verletzt wurde. Der neue Typ war ein großes Flugboot von fast 24 m Rumpflänge mit fünf Meter ausladenden Stummelflügeln am Rumpf und einer über ihm verstrebten großen Tragfläche von 44 m Spannweite. In und auf ihr befanden sich etwas seitlich vom Rumpf die vier 650-PS-Hispano-Suiza-12Nbr-Triebwerke in Tandem-Anordnung.
Die schwer beschädigte Maschine wurde wieder aufgebaut und dabei in der Grundkonzeption nicht verändert. Rumpf- und Ruderformen wurden verbessert und der als Ursache des Unfalls angesehenen Schwerpunkt der Maschine verändert. Am 30. September 1932 startete die Latécoère 300, jetzt als F-AKGE und Croix du Sud benannt, unter denselben Piloten und wieder von Biscarrosse zu ihrem zweiten Erstflug. Inzwischen hatte mit der Blériot 5190 auch eine Konkurrenzentwicklung einen Bauauftrag erhalten.

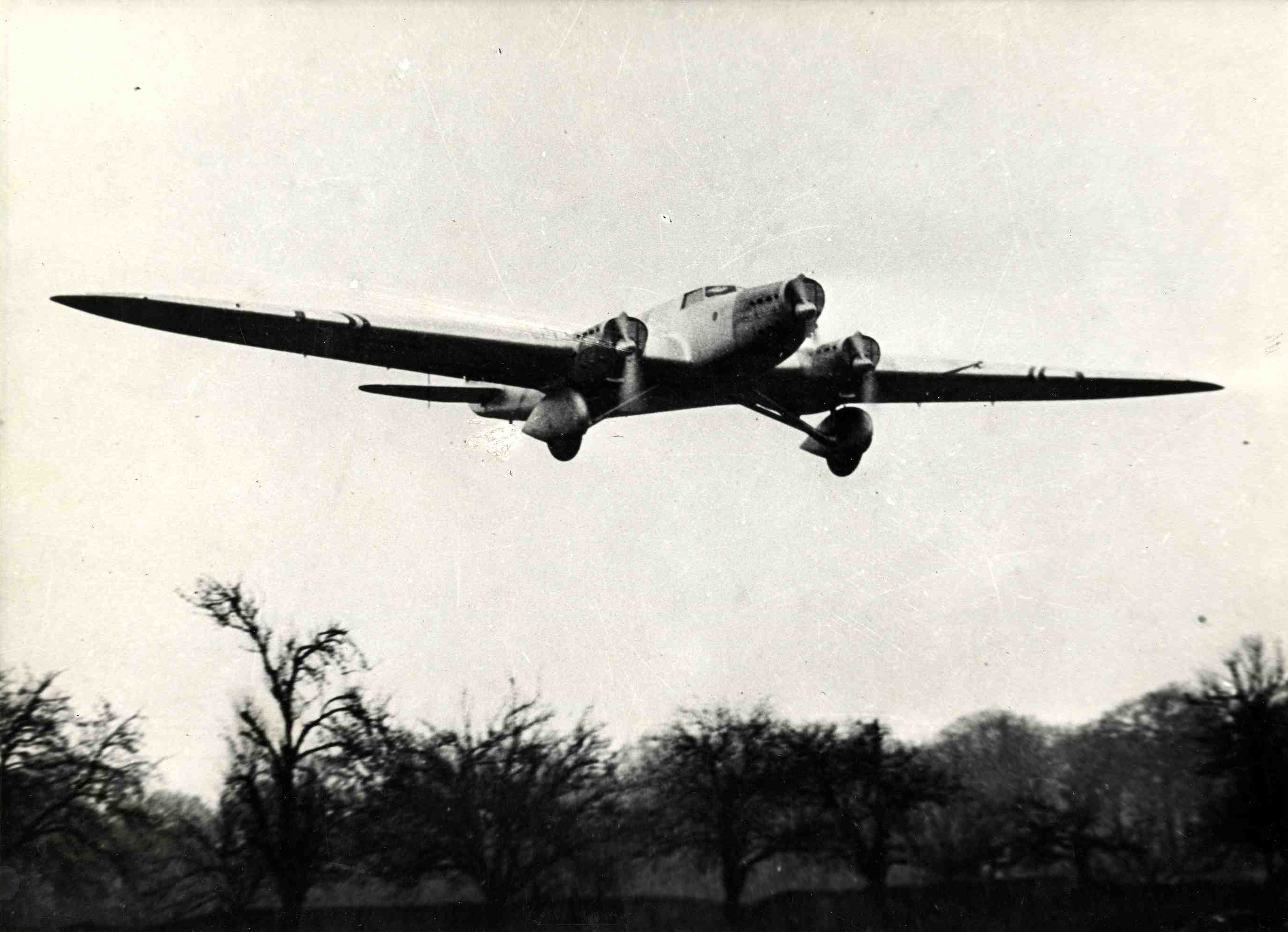
Die Couzinet 70

Vom 12. Januar 1933 flog ab Paris-Le Bourget die dreimotorige Couzinet 70 Arc en Ciel (erneut unter Mermoz) bis zum 22. bis nach Buenos Aires. Auf dem Rückflug ab dem 15. Mai fiel der linke Motor über dem Atlantik aus. Der Flug wurde dennoch in kleineren Etappen nach Paris bis zum 21. Mai fortgesetzt.
Die Latécoère 300 hatte bis dahin nur etliche kurze Flüge durchgeführt. Die Aeropostale war inzwischen wirtschaftlich zusammengebrochen und der französische Staat reorganisierte die französischen Luftfahrtinteressen, was schließlich im Herbst 1933 zur Gründung der Air France führte. Die Erprobung der Latécoère 300 hatte daher ab Juni 1933 durch eine Militärbesatzung unter Bonnot von der Werkscrew übernommen.

## Einsatzflüge

### Unter Marinekommando
Unter Commandant Roger Bonnot testete die Besatzung die Latécoère 300 für ihre Eignung, den Südatlantik zu überqueren. Nach einem ersten Dauertest von etwa 10 Stunden überführte sie in der Silvesternacht des Jahres 1933 die Maschine von Berre nach Saint-Louis (Senegal) in 23h 3′ und erzielte einen neuen Distanzweltrekord für Seeflugzeuge über 3897 km (3679 km in gerader Linie).

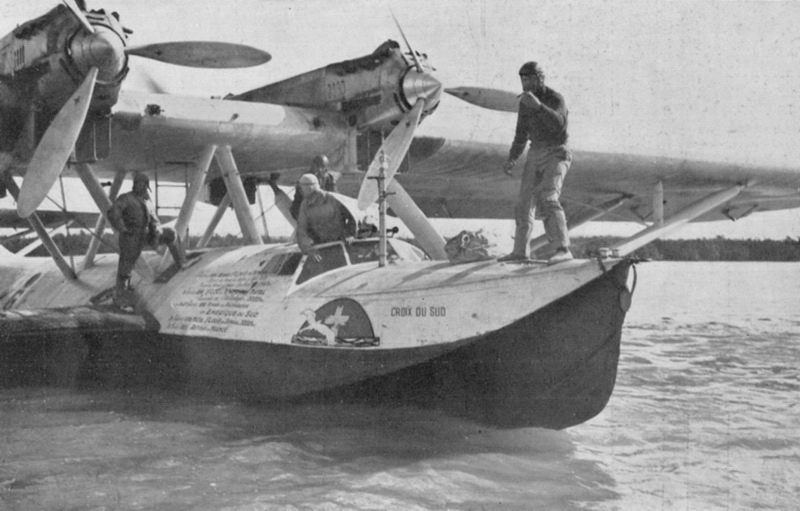
Die Croix-du-Sud unter Major Bonnot im September 1934 in Natal

Am 3. Januar 1934 folgte die erste Atlantikquerung nach Natal in Brasilien in 19h 12′′ unter Bonnot mit zwei Marinepiloten und einem Marinefunker sowie einem Mechaniker des Motorenherstellers. Am 9. wurde dann Rio de Janeiro angeflogen. Der Rückflug dort begann am 23. Januar über Bahia und Natal mit der Querung des Atlantiks am 31. in 21h 24′ Über Port-Étienne, Port Lyautey kehrte die Maschine bis zum 8. Februar nach Berre zurück.
Nach Besichtigungen durch Regierungsvertreter im März auf der Seine bei Paris, wurde die Maschine von der Marine getestet und bei Flottenmanövern eingesetzt. Im Juli 1934 verlegte sie wieder in den Senegal und machte ab Dakar am 30. Juli (zurück 5. September) und 10. September (zurück 20. September) zwei weitere Hin- und Rückflüge nach Südamerika, um dann zum Hersteller nach Biscarrosse zurückzukehren, um sich einer Generalüberholung zu unterziehen. Am 8. April 1935 kehrte die Maschine in den Dienst zurück und wurde nach einem ersten Probeflug unter Werkspiloten von einer Marinebesatzung übernommen, die jetzt der Lieutenant de Vaisseau Hébrard befehligte, der schon vorher als erster Pilot auf der Maschine gedient hatte. Nach nur wenigen kurzen Testflügen, erzielte die Latécoère 300 F-AKGE Croix du Sud am 22./23. Juni einen zweiten Distanzweltrekord für Seeflugzeuge mit einem Flug über 4338,1 km in 29h 33′ von Cherbourg nach Ziguinchor. Unter Hébrard wurden auch noch ein Flug von Dakar nach Brasilien am 1. Juli und der Rückflug am 15./16. Juli mit sieben Mann Besatzung absolviert, ehe die Maschine der Air France übergeben wurde.

### Im Postdienst der Air France

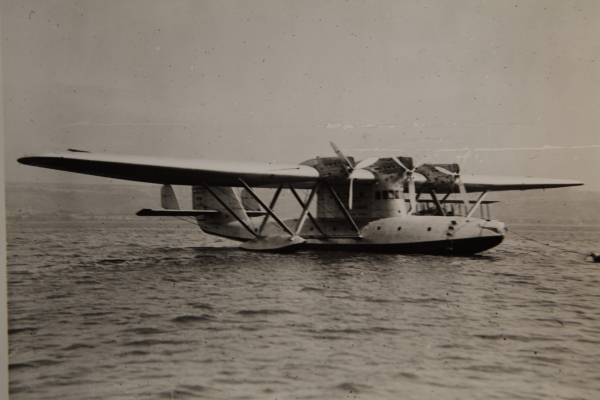
Das Konkurrenzmodell
Blériot 5190

Nachdem die Croix du Sud jetzt schon vier Hin- und Rückflüge über den Südatlantik durchgeführt hatte, startete sie schon am 20. Juli 1935 erstmals mit einer Air France-Besatzung unter Rouchon in Dakar nach Natal und kehrte drei Wochen später unter Guillaumet nach Dakar zurück. Schon der folgende Planflug nach Brasilien wurde von der Maschine übernommen, musste aber wegen der Witterungsbedingungen schon nach kurzer Zeit abgebrochen werden. Er wurde dann am folgenden Tag durchgeführt. Die am 21. August in Natal eingetroffene Maschine flog am 9./10. September zurück nach Dakar. Bis zum Jahresende erfolgten dann noch drei weitere Hin- und Rückflüge vom 7. bis 29. Oktober, vom 18. bis 29. November und vom 16. bis 24. Dezember.
Neben den sieben Rundflügen durch die Latécoère 300 Croix du Sud fanden 1935 auch elf Rundflüge des Konkurrenzmodells Blériot 5190 Santos Dumont und ein Flug nach Brasilien der neuen Latécoère 301 Ville de Buenos Aires statt. Erstmals zum Einsatz kam auch auf sieben Rundflügen das neue viermotorige Landflugzeug Farman 220 Le Centaure. Dazu kam noch der Sonderflug des 6-motorigen Riesenflugbootes Latécoère 521 unter Bonnot am 14. Dezember auf dem Weg zu den französischen Antillen.

### Das Jahr 1936
Zu Beginn des Jahres 1936 verfügte die Air France über drei Flugboote für den Luftpostdienst über den Südatlantik:

die Bleriot 5190 Santos Dumont, die Latécoère 300 Croix du Sud und die Latécoère 301.01 Ville de Buenos Aires.
Letztere ging am 10. Januar auf ihrem zweiten Rückflug nach Dakar verloren. Sieben Stunden nach dem Start in Natal riss der Funkkontakt ab und von der Besatzung und der Maschine wurde nie eine Spur gefunden.
Am selben Tag startete die Latécoère 301.02 Ville de Rio de Janeiro zu ihrem ersten erfolgreichen Postflug in Gegenrichtung in Dakar.
Trotz des Unfalls setzte die Air France den Einsatz der Maschinen bis Ende Februar fort. Die Croix du Sud war allerdings schon vor dem Verlust der Ville de Buenos Aires zur Generalüberholung nach Frankreich zurückgekehrt. Ab Ende April wurden die vorhandenen Flugboote nach und nach wieder eingesetzt. Zuerst die neue Latécoère 301.03 Ville de Santiago (18 Flüge bis 8. Dezember), ab Juli auch die 301.02 (14 Flüge bis 22. September) und ab Oktober auch wieder die Latécoère 300 Croix du Sud (4 Postflüge 12./13. Oktober, zurück 26./27. unter Mermoz / 10. November 1936, zurück 16./17. beide Flüge unter Rouchon).

### Der letzte Flug derCroix du Sud
Am 7. Dezember 1936 startete die Maschine zu ihrem 25. Transatlantikflug unter Jean Mermoz, für den es auch der 25. Transatlantikflug war. Es war der 49. Flug der Air France nach Südamerika. Schon acht Minuten nach dem Start um 4:32 Uhr kehrte er mit der Maschine zurück, da einer der Motoren nicht ordnungsgemäß lief. Es stand keine andere Maschine für den Planflug zur Verfügung. So startete er mit Alexandre Pichodou (* 1905, 38 Atlantikflüge) als Copiloten, Henri Ezan (* 1904, 17 Atlantik-F.) als Navigator, Edgar Cruvelher (* 1899, 11 Atlantik-F.) als Funker und dem Mechaniker Jean Lavidalie (* 1902) nach einer kurzen Durchsicht der Maschine um 6:52 Uhr erneut.
Vier Stunden später kam von der Maschine um 10:43 Uhr die letzte Funknachricht, in der gemeldet wurde, das der hintere Steuerbord-Motor abgestellt werden müsse. Danach hörte man nichts mehr von der Maschine und auch keine Teile wurden je gefunden. Suchflüge der Farman 220 Ville de Mendoza unter Guillaumet und der mit der Gegenpost in Dakar eingetroffenen Laté 301 Ville de Santiago unter Guerrero sowie eines deutschen Dornier Wal von Bathurst blieben erfolglos. Auch Suchfahrten des Sicherungsschiffes Air France I und des Avisos D’Entrecasteaux sowie der zivilen Schiffe im vermutlichen Verlustgebiet blieben ohne Ergebnis.
Vermutlich verlor der hintere Steuerbord-Motor seinen Propeller, der dann den Rumpf beschädigte oder zerstörte. Derartige Probleme waren schon zuvor aufgetreten. Da nie Teile der Maschine gefunden wurden, ist eine abschließende Bewertung der Unfallursache nicht möglich. In den Verstellpropellern der neuesten Einsatzmotoren der Flugboote wurde ein Grund ihrer Unzuverlässigkeit gesehen.
Mermoz galt nicht als Verfechter des Einsatzes von Flugbooten über dem Südatlantik. Seine kritische Haltung hatte sich durch den Verlust der Laté 301 F-AOIK „Ville-de-Buenos-Aires“ Anfang des Jahres vermutlich verstärkt, bei dem sein Freund und früherer Mechaniker Collenot ums Leben kam.

## Die PostflugzeugeLaté 301
Latécoère 301-01 BauNr. 1016, F-AOIK Orion, Ville de Buenos Aires
Erstflug am 23. August 1935, erster Transatlantikflug am 30. Dezember 1935 16h 10′ unter Ponce, am 10. Februar 1936 auf dem zweiten Rückflug von Brasilien unter Ponce mit sechs Mann verschollen;
Latécoère 301-02 BauNr. 1017, F-AOIL Eridan, Ville de Rio de Janeiro
Erstflug am 30. Dezember 1935, erster Transatlantikflug am 10. Februar 1936 17h 48′ unter Guillaumet (gleichzeitig zum Verlust der Schwestermaschine), 21./22. September 1937 letzter Rückflug unter Delauney / 26. Transatlantikflug im Postdienst, bis Februar 1939 Reservemaschine in Dakar;
ab Kriegsbeginn Teile zur Erhaltung der Einsatzfähigkeit der Escadrille E4 in Dakar genutzt;
Latécoère 301-03 BauNr. 1018, F-AOIM Nadir, Ville de Santiago, Lieutenant de Vaisseau de l’Orza
Erstflug am 18. Januar 1936, erster Transatlantikflug am 27. April 1936 16h 55′ unter Guillaumet, 7./8. Dezember 1936 unter Guerrero letzter Rückflug aus Brasilien (18. Transatlantikflug), Suchflug nach Croix du Sud, kein weiterer Postflug, Februar 1938 Rückführung nach Frankreich und Abgabe an Aeronavale, bei Kriegsausbruch im Dienst der Marine, Juni 1940 ausgesondert wegen Verbleibs im besetzten Teil Frankreichs.

## Die MarineaufklärerLaté 302
Die Aufklärungsmaschinen hatten einen Maschinengewehr-Turm im Bug und zwei einzelne MGs hinten an den Rumpfseiten. Auf geplante, ferngesteuerte Zwillingstürme auf dem Flügel wurde verzichtet, da sie die Flug- und Steuereigenschaften der Maschinen sehr negativ beeinflussten.
Latécoère 302-01 BauNr. 1021, Guilbaud (codé E4-1)
Erstflug am 22. Februar 1936, März 1936 abgeliefert, 1939 bei Escadrille E4 in Dakar, 24 Aufklärungsflüge bis zum Waffenstillstand, 13. Juni 1941 ausgesondert, ersetzt durch Latécoère 523 Altair;
Latécoère 302-02 BauNr. 1022, Cavelier de Cuverville (codé E4-2)
Erstflug am 3. März 1936, 1939 bei Escadrille E4 in Dakar, 17 Aufklärungsflüge bis zum Waffenstillstand, 30. April 1941 ausgesondert, ersetzt durch Latécoère 611 Achernar;
Latécoère 302-03 BauNr. 1023, Mouneyrés (codé E4-3)
Erstflug am 23. April 1936, 1939 bei Escadrille E4 in Dakar, 14 Aufklärungsflüge bis zum Waffenstillstand, Dezember 1941 ausgesondert, ersetzt durch Potez-CAMS 141 Antares;
Latécoère 301-03 BauNr. 1018, siehe oben, Lieutenant de Vaisseau de l’Orza (codé E4-4)
Erstflug am 18. Januar 1936, 18 Transatlantikflüge, zuletzt Suchflug nach Croix du Sud Februar 1938 Rückführung nach Frankreich und Abgabe an Aeronavale, bei Kriegsausbruch im Dienst der Marine, 12 Aufklärungsflüge bis zum Waffenstillstand, Juni 1940 ausgesondert wegen Verbleibs im besetzten Teil Frankreichs.

## Technische Daten
| Kenngröße             | Blériot 5190              | Latécoère 300          | Latécoère 301          | Latécoère 302          |
| --------------------- | ------------------------- | ---------------------- | ---------------------- | ---------------------- |
| Besatzung             | 4                         | 4–5                    | 5                      | 10                     |
| Passagiere            | 4 möglich                 |                        |                        | keine                  |
| Länge                 | 26,0 m                    | 25,83 m                | 26,15 m                | 26,15 m                |
| Spannweite            | 43,0 m                    | 44,20 m                | 44,00 m                | 44,00 m                |
| Höhe                  | 6,3 m                     | 6,50 m                 | 7,98 m                 | 7,98 m                 |
| Flügelfläche          | 242 m²                    | 306,7 m²               | 298,3 m²               | 298,3 m²               |
| Flügelstreckung       | 7,6                       | 6,4                    | 6,5                    | 6,5                    |
| Leermasse             | 12.310 kg                 | 11.723 kg              | 10.860 kg              | 15.004 kg              |
| Startmasse            | 22.075 kg                 | 22.952 kg              | 23.060 kg              | 23.997 kg              |
| Reisegeschwindigkeit  | 190 km/h                  | 160 km/h               | 185 km/h               | 200 km/h               |
| Höchstgeschwindigkeit | 237 km/h                  | 220 km/h               | 225 km/h               | 235 km/h               |
| Dienstgipfelhöhe      | 4750 m                    | 4600 m                 | 4300 m                 | 5800 m                 |
| Reichweite            | 4500 km                   | 4450 km                | 3600 km                | 2400 km                |
| Triebwerke            | vier Hispano-Suiza 12Nbrs | vier HS 12Nbr          | vier HS 12Nbr          | vier HS 12Ydrs2        |
| Leistung              | je 650 PS (ca. 480 kW)    | je 650 PS (ca. 480 kW) | je 650 PS (ca. 480 kW) | je 930 PS (ca. 680 kW) |